# Вивільга мангрова
Вивільга мангрова (Oriolus flavocinctus) — вид співочих птахів родини вивільгових (Oriolidae).

## Поширення
Вид поширений на півночі Австралії та півдні Нової Гвінеї. Мешкає у тропічних вологих лісах, мангрових лісах, плантаціях та сільських садах.

## Опис
Птах завдовжки до 25 см. Оперення оливково-зелене, темніше на крилах та спині. Дзьоб помаранчевий. Очі червонувато-коричневі. Ноги темно-сірі.

## Спосіб життя
Трапляється поодинці або парами, але іноді утворює невеликі групи після сезону розмноження. Цих птахів важко помітити серед листя через їх зелений колір. Сезон розмноження триває з жовтня по березень у сезон дощів. Чашкоподібне гніздо побудоване з трави, кори та коріння, і розташоване на дереві на висоті 5-15 метрів над землею. Самиця зазвичай відкладає 2 яйця.

## Підвиди
Вид містить 6 підвидів:
- O. f. migrator Hartert, 1904: поширений на сході Малих Зондських островів;
- O. f. muelleri (Bonaparte, 1850): південь Нової Гвінеї;
- O. f. flavocinctus (King, P.P., 1826): на півночі Австралії;
- O. f. tiwi Schodde & Mason, IJ, 1999: трапляєтьс на островах Батерст і Мелвілл;
- O. f. flavotinctus Schodde & Mason, IJ, 1999: на півострові Кейп-Йорк;
- O. f. kingi Mathews, 1912: у північно-східному Квінсленді.